# Final de la Copa de la UEFA 2004
La Final de la Copa de la UEFA 2004 es va jugar el 19 de maig de 2004 a la ciutat sueca de Göteborg, entre el València CF i l'Olympique de Marsella. El València va guanyar el partit 2-0 gràcies als gols de Vicente i Mista. Aquest partit va ser l'últim en què Rafael Benítez va estar com a entrenador del València abans de fitxar pel Liverpool FC.

## Resum del partit
El València venia d'una ratxa de 14 partits invicte, que es va vore finalitzada la setmana anterior perdent l'últim partit de lliga contra el Vila-real CF, equip que havia eliminat en semifinals de la Copa de la UEFA, si bé el València havia jugat eixe partit amb jugadors suplents, després d'haver-se assegurat el campionat de lliga matemàticament.
D'altra banda, l'Olympique de Marsella havia perdut quatre dels seus últims cinc partits a la Ligue 1.
El començament del partit va ser conservador, a causa del vent, però, Didier Drogba amenaçant des del bell començament, va ser enviat a terra per una forta entrada de Roberto Ayala, que va ser castigada amb un tir lliure. La falta va ser executada magistralment, amb un tir ple de perill que va ser desviat en la línia de gol per Carlos Marchena. Esta acció va resultar ser el revulsiu del València, que va ocasionar perill amb un xut de David Albelda, parat per Fabien Barthez, en aprofitar un rebuig del porter francés d'un xut de Mista.
El València dominava a un Marsella que deambulava pel camp, el que va portar a la frustració de l'equip provençal, i una acció de Steve Marlet va ser castigada amb una targeta groga amb només 10 minuts de partit. La primera acció de goldel Marsella va arribar en el minut 16 amb una cabotada de Steve Marlet assistida per Camel Meriem. Minuts després Meriem tornaria a tirar a porta, amb un xut des de la cantonada de l'àrea, que va anar fora. El Marsella va tenir una altra oportunitat de gol quan Habib Beye va rematar de cap un llançament de falta de Drogba, que va eixir fora. El moment decisiu del partit va ser en el minut 45, quan Barthez va fer caure Mista a l'àrea, després d'una gran passada de Curro Torres. Barthez va ser expulsat i Jérémy Gavanon va substituir Camel Meriem per tal de jugar de porter. Gavanon no va poder aturar el llançament de penal de Vicente Rodríguez, que deixava al València amb un avantatge d'un gol a la mitja part.
La segona meitat va començar amb el València dominant el joc, i després de 13 minuts de possessió gairebé total, el València va doblar el seu avantatge. Vicente havia portat la pilota des de l'esquerra per a Mista que va finalitzar satisfactòriament la jugada per tal de marcar el seu cinquè gol en la competició. Açò va desmoralitzar el Marsella, que tanmateix va realitzar algunes floritures en els últims minuts del joc, quan un tir lliure de Drogba va ser detingut per Santiago Cañizares, i després va estar a punt de marcar Steve Marlet, però el tir va ser interceptat. El Marsella va intentar tornar al joc en el minut 80, amb un xut de Sylvain N'Diaye que va ser salvat per Cañizares.
Després d'esta acció, el partit va accelerar-se, i el València finalment va aconseguir el seu primer gran trofeu europeu en 24 anys, després d'haver caigut derrotats a dos finals consecutives de la Lliga de Campions, en 2000 i 2001. Esta victòria també va comportar que Amedeo Carboni es convertira en el jugador més veterà en guanyar una final europea als 39 anys i 43 dies d'edat.

## Detalls del partit
| València                       | 2 – 0  | Marseille |
| ------------------------------ | ------ | --------- |
| Vicente 45' (pen.) · Mista 58' | Report |           |

| València | Marseille |

| VALÈNCIA:      |    |                     |     |     |
|                |    |                     |     |     |
| GK             | 1  | Santiago Cañizares  |     |     |
| RB             | 23 | Curro Torres        |     |     |
| CB             | 4  | Roberto Ayala       |     |     |
| CB             | 5  | Carlos Marchena     |     | 86' |
| LB             | 15 | Amedeo Carboni      | 34' |     |
| RM             | 19 | Francisco Rufete    |     | 64' |
| CM             | 6  | David Albelda (c)   |     |     |
| CM             | 8  | Rubén Baraja        |     |     |
| LM             | 14 | Vicente             | 27' |     |
| CF             | 20 | Mista               |     |     |
| CF             | 10 | Miguel Ángel Angulo |     | 82' |
| Substituts:    |    |                     |     |     |
| GK             | 35 | David Rangel        |     |     |
| DF             | 2  | Mauricio Pellegrino |     | 86' |
| DF             | 12 | Javier Garrido      |     |     |
| MF             | 21 | Pablo Aimar         |     | 64' |
| MF             | 25 | Mohamed Sissoko     |     | 82' |
| FW             | 11 | Juan Sánchez        |     |     |
| FW             | 24 | Xisco Llompart      |     |     |
| Entrenador:    |    |                     |     |     |
| Rafael Benítez |    |                     |     |     |

| MARSEILLE:  |    |                      |     |     |
|             |    |                      |     |     |
| GK          | 16 | Fabien Barthez       | 45' |     |
| RB          | 23 | Habib Beye           |     |     |
| CB          | 12 | Abdoulaye Méïté      |     |     |
| CB          | 25 | Demetrius Ferreira   |     |     |
| LB          | 3  | Manuel dos Santos    |     |     |
| DM          | 4  | Mathieu Flamini      |     | 71' |
| CM          | 6  | Brahim Hemdani       |     |     |
| CM          | 7  | Sylvain N'Diaye      |     | 84' |
| AM          | 18 | Camel Meriem         |     | 45' |
| CF          | 11 | Didier Drogba        | 60' |     |
| CF          | 20 | Steve Marlet         | 10' |     |
| Substituts: |    |                      |     |     |
| GK          | 30 | Jérémy Gavanon       |     | 45' |
| DF          | 5  | Philippe Christanval |     |     |
| DF          | 21 | Johnny Ecker         |     |     |
| MF          | 26 | Laurent Batlles      |     | 71' |
| MF          | 29 | Fabio Celestini      |     | 84' |
| MF          | 33 | Nicolas Cicut        |     |     |
| FW          | 14 | Štěpán Vachoušek     |     |     |
| Manager:    |    |                      |     |     |
| José Anigo  |    |                      |     |     |

| Home del Partit: · Roberto Ayala (València) Àrbitres assistents: · Marco Ivaldi · Narciso Pisacreta · Quart àrbitre: · Roberto Rosetti |